# ТЭФИ (премия, 2008)
ТЭ́ФИ — российская национальная телевизионная премия за высшие достижения в области телевизионных искусств. Учреждена фондом «Академия Российского Телевидения» 21 октября 1994 года. Премия должна была стать российским аналогом американской телевизионной премии «Эмми».
Для участия в конкурсе «ТЭФИ—2008» принимались работы, произведённые и впервые вышедшие в эфир на территории России в период с 1 июня 2007 года по 31 мая 2008 года.
В конкурсе «ТЭФИ—2008» не принимал участие медиахолдинг «Всероссийская государственная телевизионная и радиовещательная компания» (ВГТРК).

## Церемония
Четырнадцатая церемония награждения победителей в номинациях категории «Профессии» и категории «Лица» состоялась 25 сентября 2008 года в малом зале Государственного Кремлёвского дворца. В качестве ведущих церемоний были приглашены Ольга Шелест и Сергей Майоров, Елена Перова и Михаил Швыдкой, Алла Довлатова и Андрей Малахов, Яна Чурикова и Иван Ургант. Впервые, с момента основания премии, было принято решение не проводить трансляцию телевизионной версии церемонии награждения.

## Победители и финалисты

### Категория «Профессии»
Победители указаны первыми и выделены отдельным цветом 
| Номинации                                               | Победители и финалисты | Производитель                                                        | Представляющая организация                                      |
| ------------------------------------------------------- | --- | -------------------------------------------------------------------- | --------------------------------------------------------------- |
| Информационно-аналитическая программа                   | «Неделя с Марианной Максимовской» | Телекомпания «РЕН ТВ»                                                | Телекомпания «РЕН ТВ»                                           |
| Информационно-аналитическая программа                   | «Час Пик. Суббота» | ТРК «ТВ-2», г. Томск                                                 | ТРК «ТВ-2», г. Томск                                            |
| Информационно-аналитическая программа                   | «Итоги недели» | Телекомпания «Четвёртый канал», г. Екатеринбург                      | Телекомпания «Четвёртый канал», г. Екатеринбург                 |
| Информационно-развлекательная программа                 | «Прожекторперисхилтон» | ООО «Красный квадрат», ООО «Синяя студия»                            | ООО «Красный квадрат»                                           |
| Информационно-развлекательная программа                 | «Истории в деталях» | СТС-Москва, ЗАО «Прайвест-Медиа», продюсерская компания «Студия-КМ»  | ЗАО «СТС»                                                       |
| Информационно-развлекательная программа                 | «Доброе утро» | ОАО «Первый канал»                                                   | ОАО «Первый канал»                                              |
| Музыкальная программа                                   | «Две звезды» | ООО «Красный квадрат»                                                | ОАО «Первый канал»                                              |
| Музыкальная программа                                   | «Жизнь прекрасна» | Телекомпания «Игра-ТВ»                                               | ЗАО «СТС»                                                       |
| Музыкальная программа                                   | «Играй, гармонь любимая!» | Российский центр «Играй, гармонь», г. Новосибирск                    | Российский центр «Играй, гармонь», г. Новосибирск               |
| Программа для детей                                     | «Сразись с нацией» | Компания «Класс!»                                                    | Компания «Класс!»                                               |
| Программа для детей                                     | «Самый умный ребёнок» | ЗАО «СТС», ТК «1+1» (г. Киев)                                        | ЗАО «СТС»                                                       |
| Программа для детей                                     | «Знай-ка!» | ООО «Фильм-Пром»                                                     | ООО «Фильм-Пром»                                                |
| Программа для подростков                                | «Вспомнить всё» | Компания «Класс!»                                                    | Компания «Класс!»                                               |
| Программа для подростков                                | «Один дома» | Телестанция «Сети НН», г. Нижний Новгород                            | Телестанция «Сети НН», г. Нижний Новгород                       |
| Программа для подростков                                | «Говорун шоу» | ОТРК «Югра», г. Ханты-Мансийск                                       | ОТРК «Югра», г. Ханты-Мансийск                                  |
| Программа о науке (цикл)                                | «Чёрные дыры. Белые пятна» | ТРК «Цивилизация»                                                    | ТРК «Цивилизация»                                               |
| Программа о науке (цикл)                                | «Тайны лунного города» из цикла «Солнце. Луна. Вселенная» | Телекомпания «РЕН ТВ»                                                | Телекомпания «РЕН ТВ»                                           |
| Программа о науке (цикл)                                | «Technology update» («Новости технологий») | АНО «ТВ Новости»                                                     | Телеканал «Russia Today»                                        |
| Программа об искусстве (цикл)                           | «Луи Дагерр. Нисефор Ньепс» из цикла «Гении и злодеи» | ООО «Цивилизация НЕО»                                                | ООО «Цивилизация НЕО»                                           |
| Программа об искусстве (цикл)                           | «Территория музыки» | ООО «ТВ Купол», г. Санкт-Петербург                                   | ООО «ТВ Купол», г. Санкт-Петербург                              |
| Программа об искусстве (цикл)                           | «Сквозное действие» | ООО «АБ-ТВ»                                                          | ООО «АБ-ТВ»                                                     |
| Программа об истории (цикл)                             | «Приют для апостола» из цикла «Искатели» | ООО «Цивилизация НЕО»                                                | ООО «Цивилизация НЕО»                                           |
| Программа об истории (цикл)                             | «Белые пятна чёрной нефти» | ОТРК «Югра», г. Ханты-Мансийск                                       | ОТРК «Югра», г. Ханты-Мансийск                                  |
| Программа об истории (цикл)                             | «История государства Российского» | ООО «Стар Медиа Рашиа»                                               | ОАО «ТВ Центр»                                                  |
| Телевизионный документальный фильм                      | «Продавец крови» | Телекомпания «РЕН ТВ»                                                | Телекомпания «РЕН ТВ»                                           |
| Телевизионный документальный фильм                      | «Рождённые в СССР. 21 год» | Студия «Остров»                                                      | Студия «Остров»                                                 |
| Телевизионный документальный фильм                      | «Владимир Высоцкий и Марина Влади. Последний поцелуй» | Студия «Встреча»                                                     | Студия «Встреча»                                                |
| Телевизионный документальный сериал                     | «Код жизни» | ООО «Цивилизация Медиа»                                              | ОАО «Первый канал»                                              |
| Телевизионный документальный сериал                     | «Лёшкин луг». «Свой дом» | Киновидеостудия «Вятка», г. Киров                                    | ГТРК «Вятка», г. Киров                                          |
| Телевизионный документальный сериал                     | «Дети блокады» | ООО «ТВ Купол», г. Санкт-Петербург                                   | ООО «ТВ Купол», г. Санкт-Петербург                              |
| Дизайн телевизионной программы/проекта                  | «Сто вопросов к взрослому» | ЗАО «АТВ Продакшн»                                                   | ОАО «ТВ Центр»                                                  |
| Дизайн телевизионной программы/проекта                  | «СТС зажигает суперзвезду» | ЗАО «СТС»                                                            | ЗАО «СТС»                                                       |
| Дизайн телевизионной программы/проекта                  | «Король ринга» | ООО «Красный квадрат», ООО «Белая студия»                            | ОАО «Первый канал»                                              |
| Оформление канала в целом (брендинг)                    | «СТС — страна чудес». Зимнее оформление канала 2007—2008 | ЗАО «СТС»                                                            | ЗАО «СТС»                                                       |
| Оформление канала в целом (брендинг)                    | Дизайн спортивного канала «7ТВ» (сезон 2007—2008) | Спортивный телеканал «7ТВ»                                           | Спортивный телеканал «7ТВ»                                      |
| Оформление канала в целом (брендинг)                    | Эфирное оформление телеканала «Домашний» 2007—2008 г. | ЗАО «Новый канал»                                                    | ЗАО «Новый канал»                                               |
| Эфирный промоушн проекта                                | «Тридцатилетние» | ЗАО «СТС»                                                            | ЗАО «СТС»                                                       |
| Эфирный промоушн проекта                                | Промокампания «Король ринга. Возвращение легенды» | ОАО «Первый канал»                                                   | ОАО «Первый канал»                                              |
| Эфирный промоушн проекта                                | Эфирный промоушн церемонии MTV Russia Music Awards 2007 | «MTV Россия»                                                         | «MTV Россия»                                                    |
| Спортивный комментатор, ведущий спортивной программы    | Геннадий Орлов — «оПять о футболе» | ТРК «Петербург — Пятый канал», г. Санкт-Петербург                    | ТРК «Петербург — Пятый канал», г. Санкт-Петербург               |
| Спортивный комментатор, ведущий спортивной программы    | Кирилл Набутов — «Король ринга» | ООО «Красный квадрат», ООО «Белая студия»                            | ОАО «Первый канал»                                              |
| Спортивный комментатор, ведущий спортивной программы    | Юрий Розанов — Чемпионат Англии по футболу. «Болтон» — «Арсенал». II тайм | ОАО «НТВ-Плюс»                                                       | ОАО «НТВ-Плюс»                                                  |
| Программа о спорте                                      | «Алексей Ягудин. Любовь, боль и лёд» | ЗАО «Европа ТВ», г. Санкт-Петербург                                  | ОАО «Первый канал»                                              |
| Программа о спорте                                      | «Ирина Винер. Золото железной леди» | Продюсерский центр «Мирэда»                                          | Продюсерский центр «Мирэда»                                     |
| Программа о спорте                                      | «Футбол. Pro & Contra» | ООО «ТВ Купол», г. Санкт-Петербург                                   | ООО «ТВ Купол», г. Санкт-Петербург                              |
| Продюсер фильма/сериала                                 | Александр Роднянский, Вячеслав Муругов, Константин Кикичев — «Папины дочки» | ООО «Костафильм»                                                     | ЗАО «СТС»                                                       |
| Продюсер фильма/сериала                                 | Влад Ряшин, Валерий Бабич — «История государства Российского» | ООО «Стар Медиа Рашиа»                                               | ООО «Стар Медиа Рашиа»                                          |
| Продюсер фильма/сериала                                 | Рубен Дишдишян, Сергей Даниелян, Арам Мовсесян, Юрий Мороз — «Ликвидация» | ООО «ДМ Студио»                                                      | ЗАО «Централ Партнершип»                                        |
| Продюсер телевизионной программы                        | Константин Эрнст, Александр Файфман, Илья Авербух — «Ледниковый период» | ООО «Азъ Арт ТВ-продакшн»                                            | ООО «Азъ Арт ТВ-продакшн»                                       |
| Продюсер телевизионной программы                        | Андрей Болтенко, Лариса Синельщикова — «Две звезды — 2» | ООО «Красный квадрат»                                                | ООО «Красный квадрат»                                           |
| Продюсер телевизионной программы                        | Наталья Никонова — «Модный приговор». «Дело о девушке в сети»/«Закрытый показ». «Груз 200» | ООО «Максима групп»/ООО «Зелёная студия»                             | ОАО «Первый канал»                                              |
| Художник-постановщик телевизионного фильма/сериала      | Людмила Ромашко, Александр Кондратов, Татьяна Лаптева — «Ликвидация» | ООО «ДМ Студио»                                                      | ЗАО «Централ Партнершип»                                        |
| Художник-постановщик телевизионного фильма/сериала      | Рафал Вальтенбергер, Елена Елисеева — «Диверсант. Конец войны» | ООО «Про-синема продакшн»                                            | ОАО «Первый канал»                                              |
| Художник-постановщик телевизионного фильма/сериала      | Юрий Пашигорев — «Преступление и наказание» | Киностудия «АСДС», г. Санкт-Петербург                                | Киностудия «АСДС», г. Санкт-Петербург                           |
| Художник-постановщик телевизионной программы            | Дмитрий Ликин — Дизайн студии информационных программ «Первого канала»: «Время», «Воскресное Время» | ОАО «Первый канал»                                                   | ОАО «Первый канал»                                              |
| Художник-постановщик телевизионной программы            | Игорь Макаревич — «Сто вопросов к взрослому» | ЗАО «АТВ Продакшн»                                                   | ОАО «ТВ Центр»                                                  |
| Звукорежиссёр телевизионного фильма/сериала             | Алексей Самоделко — «Диверсант. Конец войны» | ООО «Про-синема продакшн»                                            | ОАО «Первый канал»                                              |
| Звукорежиссёр телевизионного фильма/сериала             | Владимир Щербин — «Русский перевод» | ЗАО «НТВ-Кино»                                                       | ЗАО «НТВ-Кино»                                                  |
| Звукорежиссёр телевизионного фильма/сериала             | Иван Рипс — «След» | ООО «ДокуДрама»                                                      | ООО «ДокуДрама»                                                 |
| Звукорежиссёр телевизионной программы                   | Александр Зеленов, Александр Белоусов — «Хорошие шутки» | ООО «МБ групп»                                                       | ЗАО «СТС»                                                       |
| Звукорежиссёр телевизионной программы                   | Андрей Пастернак — «Две звезды» | ООО «Красный квадрат»                                                | ОАО «Первый канал»                                              |
| Звукорежиссёр телевизионной программы                   | Александр Потапов, Виктор Кривоконь, Сергей Трушин — «Светлый праздник Пасхи в Москве и на Святой земле». Прямая трансляция пасхального богослужения из Марфо-Мариинской обители в Москве и Гефсиманской обители в Иерусалиме | ОАО «ТВ Центр»                                                       | ОАО «ТВ Центр»                                                  |
| Сценарист телевизионного художественного фильма/сериала | Александр Баранов, Аркадий Казанцев — «Громовы. Дом надежды» | Киностудия «Меркаба-фильм»                                           | ОАО «Первый канал»                                              |
| Сценарист телевизионного художественного фильма/сериала | Олег Антонов, Григорий Мануков — «Апостол» | ООО «Софит» по заказу ЗАО «Централ Партнершип»                       | ООО «Софит»                                                     |
| Сценарист телевизионного художественного фильма/сериала | Алексей Поярков — «Ликвидация» | ООО «ДМ Студио»                                                      | ЗАО «Централ Партнершип»                                        |
| Сценарист телевизионного документального фильма/сериала | Наталия Гугуева, Аркадий Коган — «Владимир Высоцкий и Марина Влади. Последний поцелуй» | Студия «Встреча»                                                     | ОАО «Первый канал»                                              |
| Сценарист телевизионного документального фильма/сериала | Людмила Диденко, Андрей Егоров — «Магда Геббельс. Жертвоприношение» | ООО «Цивилизация НЕО»                                                | ООО «Цивилизация НЕО»                                           |
| Сценарист телевизионного документального фильма/сериала | Лев Лурье, Леонид Маляров — «Яблочко» | ТРК «Петербург — Пятый канал», г. Санкт-Петербург                    | ТРК «Петербург — Пятый канал», г. Санкт-Петербург               |
| Сценарист телевизионной программы                       | Руслан Сорокин, Максим Туханин, Дмитрий Зверьков, Виталий Коломиец, Андрей Рожков, Кирилл Керзок, Алексей Александров, Константин Ворончихин, Дмитрий Галдин — «Большая разница»                                              | ООО «Красный квадрат», ООО «ТехноСтайл»                              | ОАО «Первый канал»                                              |
| Сценарист телевизионной программы                       | Анатолий Смелянский — «Сквозное действие» | ООО «АБ-ТВ»                                                          | ООО «АБ-ТВ»                                                     |
| Сценарист телевизионной программы                       | Василий Антонов, Александр Толоконников — «Хорошие шутки» | ООО «МБ групп»                                                       | ЗАО «СТС»                                                       |
| Режиссёр телевизионного художественного фильма/сериала  | Сергей Урсуляк — «Ликвидация» | ООО «ДМ Студио»                                                      | ЗАО «Централ Партнершип»                                        |
| Режиссёр телевизионного художественного фильма/сериала  | Игорь Зайцев — «Диверсант. Конец войны» | ООО «Про-синема продакшн», ЗАО «Дирекция Кино»                       | ЗАО «Дирекция Кино»                                             |
| Режиссёр телевизионного художественного фильма/сериала  | Дмитрий Светозаров — «Преступление и наказание» | Киностудия «АСДС», г. Санкт-Петербург                                | Киностудия «АСДС», г. Санкт-Петербург                           |
| Режиссёр телевизионного документального фильма/сериала  | Наталия Гугуева, Аркадий Коган — «Владимир Высоцкий и Марина Влади. Последний поцелуй» | Студия «Встреча»                                                     | ОАО «Первый канал»                                              |
| Режиссёр телевизионного документального фильма/сериала  | Вахтанг Микеладзе — «Это страшное слово — заложник» | Телекомпания «Останкино»                                             | ОАО «ТВ Центр»                                                  |
| Режиссёр телевизионного документального фильма/сериала  | Дмитрий Сорокин — «Принцесса Диана. Чисто английское убийство» | Телекомпания «РЕН ТВ»                                                | Телекомпания «РЕН ТВ»                                           |
| Режиссёр телевизионной программы                        | Екатерина Шатилова, Ирина Радецкая — «Светлый праздник Пасхи в Москве и на Святой земле». Прямая трансляция пасхального богослужения из Марфо-Мариинской обители в Москве и Гефсиманской обители в Иерусалиме                 | ОАО «ТВ Центр»                                                       | ОАО «ТВ Центр»                                                  |
| Режиссёр телевизионной программы                        | Михаил Кондалов — «Сто вопросов к взрослому» | ЗАО «АТВ Продакшн»                                                   | ЗАО «АТВ Продакшн»                                              |
| Режиссёр телевизионной программы                        | Андрей Болтенко — «Две звезды», «Король ринга» | ООО «Красный квадрат», ООО «Белая студия»                            | ОАО «Первый канал»                                              |
| Оператор телевизионного художественного фильма/сериала  | Михаил Суслов — «Ликвидация» | ООО «ДМ Студио»                                                      | ЗАО «Централ Партнершип»                                        |
| Оператор телевизионного художественного фильма/сериала  | Даян Гайткулов — «Русский перевод» | ЗАО «НТВ-Кино»                                                       | ЗАО «НТВ-Кино»                                                  |
| Оператор телевизионного художественного фильма/сериала  | Владимир Звёздочкин, Юрий Любшин, Геннадий Садеков — «Диверсант. Конец войны» | ООО «Про-синема продакшн», ЗАО «Дирекция Кино»                       | ЗАО «Дирекция Кино»                                             |
| Оператор телевизионного документального фильма/сериала  | Дмитрий Фролов — «Дети блокады» | ООО «ТВ Купол», г. Санкт-Петербург                                   | ООО «ТВ Купол», г. Санкт-Петербург                              |
| Оператор телевизионного документального фильма/сериала  | Сергей Комаров — «Последние 24 часа. Леонид Быков» | Телекомпания «Пиманов и партнеры»                                    | ОАО «Первый канал»                                              |
| Оператор телевизионного документального фильма/сериала  | Владислав Черняев — «Одноэтажная Америка» | ООО «АС»                                                             | ООО «АС»                                                        |
| Оператор телевизионной программы                        | Роман Ваялкин, Андрей Галкин, Андрей Ульянов — «Истории в деталях» | СТС-Москва, ЗАО «Прайвест-Медиа», продюсерская компания «Студия-КМ»  | Продюсерская компания «Студия-КМ»                               |
| Оператор телевизионной программы                        | Захар Винников — «Двойные стандарты». «Игорные Зоны» | ООО СН «Звезда»                                                      | Служба еженедельных информационных программ телеканала «Звезда» |
| Оператор телевизионной программы                        | Алексей Сеченов — «Ледниковый период», «Цирк со звёздами», «Две звезды», «Король ринга» | ООО «Азъ Арт ТВ-продакшн», ООО «Красный квадрат», ООО «Белая студия» | ОАО «Первый канал»                                              |

### Категория «Лица»
Победители указаны первыми и выделены отдельным цветом 
| Номинации                                                    | Победители и финалисты                                                                     | Производитель                                                       | Представляющая организация                        |
| ------------------------------------------------------------ | ------------------------------------------------------------------------------------------ | ------------------------------------------------------------------- | ------------------------------------------------- |
| Информационная программа                                     | «Новости 24» с Михаилом Куренным                                                           | Телекомпания «РЕН ТВ»                                               | Телекомпания «РЕН ТВ»                             |
| Информационная программа                                     | Новостной выпуск, посвящённый волнениям в Грузии                                           | АНО «ТВ Новости»                                                    | Телеканал «Russia Today»                          |
| Информационная программа                                     | «Новости. Итоги дня»                                                                       | Телекомпания «Четвёртый канал», г. Екатеринбург                     | Телекомпания «Четвёртый канал», г. Екатеринбург   |
| Ведущий информационной программы                             | Кевин Оуен (Kevin Owen) — Новостные выпуски                                                | АНО «ТВ-Новости»                                                    | Телеканал «Russia Today»                          |
| Ведущий информационной программы                             | Юлия Панкратова — «Новости»                                                                | ОАО «Первый канал»                                                  | ОАО «Первый канал»                                |
| Ведущий информационной программы                             | Илья Доронов — «Новости 24»                                                                | Телекомпания «РЕН ТВ»                                               | Телекомпания «РЕН ТВ»                             |
| Ведущий информационно-аналитической программы                | Марианна Максимовская — «Неделя с Марианной Максимовской»                                  | Телекомпания «РЕН ТВ»                                               | Телекомпания «РЕН ТВ»                             |
| Ведущий информационно-аналитической программы                | Вячеслав Крискевич — «Главное»                                                             | ТРК «Петербург — Пятый канал», г. Санкт-Петербург                   | ТРК «Петербург — Пятый канал», г. Санкт-Петербург |
| Ведущий информационно-аналитической программы                | Евгений Енин — «Итоги недели»                                                              | Телекомпания «Четвёртый канал», г. Екатеринбург                     | Телекомпания «Четвёртый канал», г. Екатеринбург   |
| Интервьюер                                                   | Юлия Мучник — «Интервью с шахматистом А. Карповым»                                         | ТРК «ТВ-2», г. Томск                                                | ТРК «ТВ-2», г. Томск                              |
| Интервьюер                                                   | Борис Берман, Ильдар Жандарёв — «На ночь глядя»                                            | ООО «Красный квадрат»                                               | ОАО «Первый канал»                                |
| Интервьюер                                                   | Владимир Познер — «Одноэтажная Америка»                                                    | ООО «АС»                                                            | ООО «АС»                                          |
| Репортёр                                                     | Анна Нельсон — «Немцы в Сибири». «Время»                                                   | ОАО «Первый канал»                                                  | ОАО «Первый канал»                                |
| Репортёр                                                     | Вячеслав Николаев — «Пожар». «Репортёрские истории»                                        | Телекомпания «РЕН ТВ»                                               | Телекомпания «РЕН ТВ»                             |
| Репортёр                                                     | Любовь Камырина — «Граница. Театральный роман». «Истории в деталях»                        | СТС-Москва, ЗАО «Прайвест-Медиа», продюсерская компания «Студия-КМ» | ЗАО «СТС»                                         |
| Специальный репортаж                                         | «Лёшкина мама»                                                                             | ТРК «ТВ-2», г. Томск                                                | ТРК «ТВ-2», г. Томск                              |
| Специальный репортаж                                         | «Исламская эволюция». «Репортёрские истории»                                               | Телекомпания «РЕН ТВ»                                               | Телекомпания «РЕН ТВ»                             |
| Специальный репортаж                                         | «Жизнь на ощупь». «Репортёр с Михаилом Дегтярём»                                           | «ТВ студия Репортёр»                                                | «ТВ студия Репортёр»                              |
| Ток-шоу                                                      | «Закрытый показ». «Груз 200»                                                               | ООО «Зелёная студия»                                                | ОАО «Первый канал»                                |
| Ток-шоу                                                      | «Пусть говорят». «Вечный огонь»                                                            | ООО «Новая Компания ТВ»                                             | ООО «Новая Компания ТВ»                           |
| Ток-шоу                                                      | «Вечер с Тиграном Кеосаяном»                                                               | ЗАО «Амедиа»                                                        | Телекомпания «РЕН ТВ»                             |
| Ведущий ток-шоу                                              | Михаил Швыдкой, Елена Перова — «Жизнь прекрасна»                                           | Телекомпания «Игра-ТВ»                                              | ЗАО «СТС»                                         |
| Ведущий ток-шоу                                              | Александр Гордон — «Закрытый показ». «Груз 200»                                            | ООО «Зелёная студия»                                                | ОАО «Первый канал»                                |
| Ведущий ток-шоу                                              | Андрей Малахов — «Пусть говорят»                                                           | ООО «Новая Компания ТВ»                                             | ООО «Новая Компания ТВ»                           |
| Развлекательная программа: образ жизни                       | «Модный приговор». «Дело о раздвоении личности, подруга против подруги»                    | ООО «Зелёная студия»                                                | ОАО «Первый канал»                                |
| Развлекательная программа: образ жизни                       | «Король ринга»                                                                             | ООО «Красный квадрат», ООО «Белая студия»                           | ООО «Белая студия»                                |
| Развлекательная программа: образ жизни                       | «Городское путешествие с Павлом Любимцевым»                                                | ООО «МБ групп»                                                      | Телеканал «Домашний»                              |
| Развлекательная программа: юмор                              | «Слава Богу, ты пришёл!»                                                                   | ООО «Костафильм»                                                    | ЗАО «СТС»                                         |
| Развлекательная программа: юмор                              | «Большая разница»                                                                          | ООО «Красный квадрат», ООО «ТехноСтайл»                             | ОАО «Первый канал»                                |
| Развлекательная программа: юмор                              | «Уникальный народ». Концерт Михаила Задорнова                                              | ООО «Эстер Продакшн»                                                | Телекомпания «РЕН ТВ»                             |
| Развлекательная программа: игра                              | «Ледниковый период»                                                                        | ООО «Азъ Арт ТВ-продакшн»                                           | ОАО «Первый канал»                                |
| Развлекательная программа: игра                              | «Минута славы — 2»                                                                         | ООО «Красный квадрат»                                               | ООО «Красный квадрат»                             |
| Развлекательная программа: игра                              | «Кто умнее пятиклассника?»                                                                 | ООО «МБ групп»                                                      | ЗАО «СТС»                                         |
| Ведущий развлекательной программы                            | Николай Фоменко — «50 блондинок. Интеллектуальное шоу»                                     | ООО «Юнайтед Продакшн Груп»                                         | ООО «Юнайтед Продакшн Груп»                       |
| Ведущий развлекательной программы                            | Иван Ургант, Гарик Мартиросян, Александр Цекало, Сергей Светлаков — «Прожекторперисхилтон» | ООО «Красный квадрат», ООО «Синяя студия»                           | ООО «Синяя студия»                                |
| Ведущий развлекательной программы                            | Алла Пугачёва, Максим Галкин — «Две звезды»                                                | ООО «Красный квадрат»                                               | ОАО «Первый канал»                                |
| Телевизионный художественный фильм, мини-сериал              | «Снежный ангел»                                                                            | Кинокомпания «Russian World Studios»                                | Кинокомпания «Russian World Studios»              |
| Телевизионный художественный фильм, мини-сериал              | «Бой местного значения»                                                                    | ООО «Феникс-фильм»                                                  | ООО «Феникс-фильм»                                |
| Телевизионный художественный фильм, мини-сериал              | «В июне 41-го»                                                                             | ЗАО «Централ Партнершип»                                            | ОАО «Первый канал»                                |
| Телевизионный художественный сериал                          | «Ликвидация»                                                                               | ООО «ДМ Студио»                                                     | ЗАО «Централ Партнершип»                          |
| Телевизионный художественный сериал                          | «Громовы. Дом надежды»                                                                     | Киностудия «Меркаба-фильм»                                          | ОАО «Первый канал»                                |
| Телевизионный художественный сериал                          | «Диверсант. Конец войны»                                                                   | ООО «Про-синема продакшн», ЗАО «Дирекция Кино»                      | ЗАО «Дирекция Кино»                               |
| Ситком                                                       | «Папины дочки»                                                                             | ООО «Костафильм»                                                    | ЗАО «СТС»                                         |
| Ситком                                                       | «Агентство „Алиби“»                                                                        | ООО «Студия 2В»                                                     | ООО «Студия 2В»                                   |
| Ситком                                                       | «Счастливы вместе»                                                                         | Продюсерский центр «Леан-М»                                         | Продюсерский центр «Леан-М»                       |
| Исполнитель мужской роли в телевизионном фильме/сериале      | Владимир Машков — «Ликвидация»                                                             | ООО «ДМ Студио»                                                     | ООО «ДМ Студио»                                   |
| Исполнитель мужской роли в телевизионном фильме/сериале      | Андрей Леонов — «Папины дочки»                                                             | ООО «Костафильм»                                                    | ЗАО «СТС»                                         |
| Исполнитель мужской роли в телевизионном фильме/сериале      | Евгений Миронов — «Апостол»                                                                | ЗАО «Централ Партнершип»                                            | ОАО «Первый канал»                                |
| Исполнительница женской роли в телевизионном фильме /сериале | Вера Алентова — «И всё-таки я люблю…»                                                      | ООО «Альянс Профи»                                                  | ОАО «Первый канал»                                |
| Исполнительница женской роли в телевизионном фильме /сериале | Дарья Мороз — «Апостол»                                                                    | ООО «Софит» по заказу ЗАО «Централ Партнершип»                      | ЗАО «Централ Партнершип»                          |
| Исполнительница женской роли в телевизионном фильме /сериале | Мария Порошина — «На пути к сердцу»                                                        | ООО «Про-синема продакшн»                                           | ООО «Про-синема продакшн»                         |
| Специальный проект                                           | День памяти Владимира Высоцкого на «Первом канале»                                         | ОАО «Первый канал»                                                  | ОАО «Первый канал»                                |
| «За личный вклад в развитие российского телевидения»         | Капица Сергей Петрович                                                                     |                                                                     |                                                   |
| Специальный приз Академии Российского телевидения            | Программа «Ледниковый период» (ООО «Азъ Арт ТВ-продакшн», ОАО «Первый канал»)              |                                                                     |                                                   |